# Arthur Nikisch

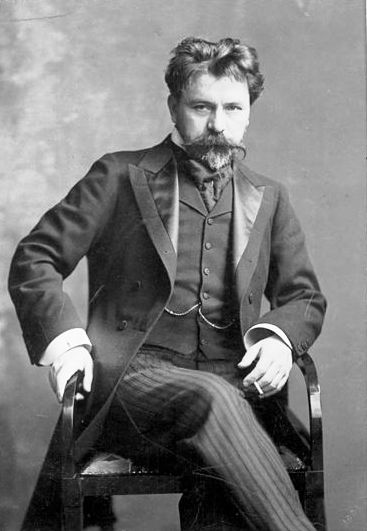
Arthur Nikisch en 1901. Fotografía de Nicola Perscheid.

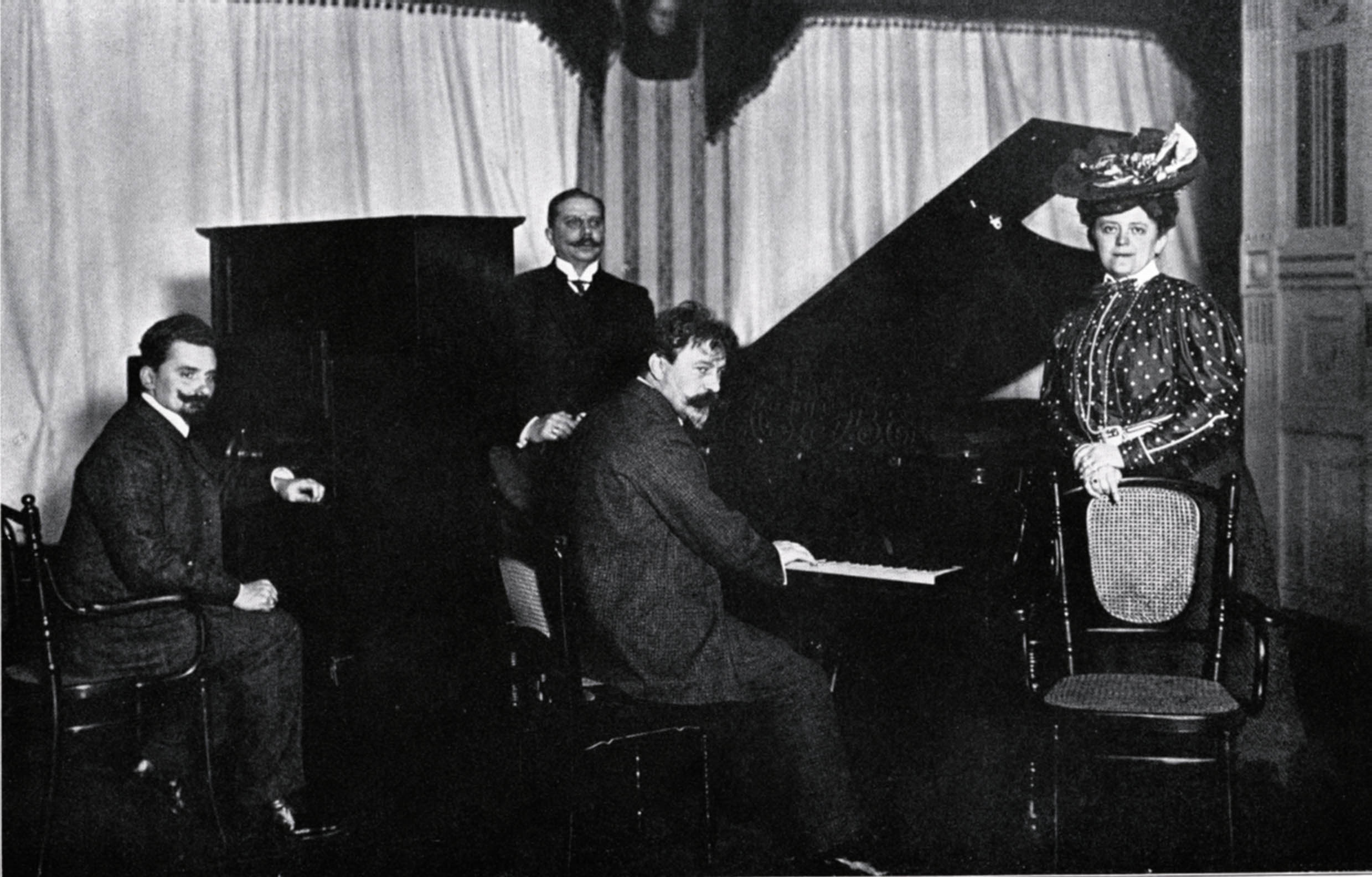
Arthur Nikisch grabando para Welte-Mignon el 19 de febrero de 1906 en el estudio de Leipzig de Welte con la Sra. Nikisch.

Arthur Nikisch (húngaro: Artúr Nikisch) (12 de octubre de 1855-23 de enero de 1922) fue un director de orquesta húngaro que trabajó sobre todo en Alemania. Es considerado como un intérprete extraordinario de la música de Bruckner, Chaikovski, Beethoven y Liszt. Dirigió la Filarmónica de Berlín entre 1895 y 1922. 

## Biografía
Nació en Lébényi Szentmiklós (Hungría), hijo de padre magiar y madre de Moravia. Nikisch estudió en el Conservatorio de Viena, donde ganó premios de composición y como intérprete al violín y al piano. Sin embargo, lograría la mayor parte de su fama como director. En 1877 se dirigió a Leipzig donde fue nombrado director principal de la Ópera de Leipzig en 1879. Ofreció el estreno de la Sinfonía n° 7 de Bruckner en 1884.
Posteriormente fue director de la Orquesta Sinfónica de Boston y luego en 1895 sucedió a Carl Reinecke como director de la Orquesta de la Gewandhaus de Leipzig. En el mismo año fue nombrado director principal de la Orquesta Filarmónica de Berlín, y mantuvo ambos puestos hasta su muerte.
Fue un pionero de muchas maneras. En 1912 llevó la Orquesta Sinfónica de Londres a Estados Unidos, primera vez para una orquesta europea. En 1913, hizo la primera grabación comercial de una sinfonía completa, la Quinta de Beethoven, con la Filarmónica de Berlín.
Murió en Leipzig en 1922, y fue enterrado allí. Inmediatamente después de su muerte, la plaza en la que vivió fue renombrada Nikischplatz, y en 1971 la ciudad inició el premio Arthur Nikisch para jóvenes directores.
Su legado como uno de los fundadores de la dirección moderna, con un profundo análisis de la partitura, un sencillo pulso, y un carisma que le permitió ofrecer la sonoridad completa de la orquesta y sondear los abismos de la música. El estilo de dirección de Nikisch fue muy admirado por Leopold Stokowski, Arturo Toscanini, Sir Adrian Boult, y Fritz Reiner, entre otros. Reiner dijo, "Fue él [Nikisch] quien me dijo que no debería ondular mis brazos al dirigir, y que debería usar mis ojos para dar instrucciones."

## Media
- Arthur Nikisch toca para Welte-Mignon el 9 de febrero de 1906. Johannes Brahms: Danza húngara n° 5*3057 kBⓘ
- Arthur Nikisch toca para Welte-Mignon el 9 de febrero de 1906. Johannes Brahms: Danza húngara n° 6*2423 kBⓘ